# Осада Галича (1229)
Осада Галича (1229) — первый самостоятельный захват Галича Даниилом Романовичем у венгров в ходе войны за возвращение им отцовского наследства.

## История
Галич был передан венгерскому королевичу ещё при жизни Мстислава Удатного мирным путём (1227), хотя историки иногда используют термин «завещание». После смерти Мстислава (1228) Даниил стал самостоятельно претендовать на Галич. В 1228 году он выдержал осаду киевских, черниговских и пинских войск, бывших в союзе с венграми, а первоначально союзных с ними половцев направил на галицкую землю. Затем Даниил с помощью поляков провёл ответный поход на Киев (а в следующем году оказал им помощь во внутриполитической борьбе). По мнению Костомарова Н. И., с этого момента Владимир Рюрикович киевский стал союзником Даниила.
В 1229 году галичане призвали Даниила на княжение, воспользовавшись отъездом Судислава в Понизье. Демьян был направлен против Судислава, а сам Даниил собрал галицкие и волынские войска под городом. Город был взят. Предпринятый Белой IV после этого поход закончился неудачей.